# Taquifilàxia
La taquifilàxia és un fenomen pel qual l'administració successiva d'una substància (generalment un fàrmac o droga), aplicades en intervals breus, originen reaccions d'intensitat decreixent amb la consegüent necessitat de consumir dosi cada vegada majors per a aconseguir els mateixos efectes que es van aconseguir inicialment. És un efecte que presenten molts fàrmacs perquè l'organisme potencia els seus mecanismes de degradació de la substància, però a les drogues s'afegeix un fenomen de tolerància psicològica.
La taquifilàxia es troba dintre dels fenòmens de dessensibilització cel·lular, que ocorren a causa d'una estimulació farmacològica perllongada en el temps. Aquests sistemes poden ser heteròlogues si la cèl·lula es dessensibilitza pel fet que el receptor del fàrmac se separa del sistema de transducció del senyal, o homòlegs, si el motiu de la dessensibilització resideix en l'estructura molecular del receptor. Així, es pot trobar regulació a la baixa, a la tolerància i a la taquifilaxia.
Aquesta dessensibilització té un efecte de curta durada, a diferència de la tolerància i la regulació a la baixa.